# Maumoon Abdul Gayoom
Maumoon Abdul Gayoom (Dhivehi މައުމޫން އަބްދުލް ގައްޔޫމް, GCMG; * 29. Dezember 1937 in Malé) ist ein maledivischer Politiker. Er war von 1978 bis 2008 Präsident der Malediven.

## Leben
Gayoom studierte im Ausland Zivilrecht und islamisches Recht und machte seinen Abschluss 1966. Nach seiner Rückkehr auf die Malediven 1971 war er ein Jahr als Mittelschullehrer tätig. Danach begann für Gayoom eine steile Karriere als Regierungsangestellter. 1972 kam er ins Schifffahrtsamt und 1974 ins Telekommunikationsamt, dessen Leiter er wurde. Ab 1975 war Gayoom in diplomatischen Diensten, ab 1976 im Außenministerium als ständiger Vertreter bei den Vereinten Nationen tätig. 1977 wurde er Verkehrsminister.
Als Nachfolger von Ibrahim Nasir wurde er 1978 zum Präsidenten des Inselstaats gewählt. Im Oktober 2003 wurde er mit 90,28 Prozent der Stimmen wiedergewählt. Er war der einzige Kandidat und wurde vom Parlament Madschlis nominiert. Die Wahl hatte die Form einer Volksabstimmung, es standen nur die Wahlmöglichkeiten Ja oder Nein zur Verfügung.
Gayoom wurde für seinen autokratischen Führungsstil kritisiert und galt in weiten Kreisen als Diktator. Laut Amnesty International gab es 2003 „schwere Einschränkungen bezüglich Pressefreiheit, politische Parteien wurden in ihrer Tätigkeit behindert“. Im September des Jahres brachen bewaffnete Aufstände aus, die eine Verhaftungswelle zur Folge hatten. Die Demokratische Partei der Malediven stellte unter Gayoom die stärkste Oppositionskraft dar.
Politische Gefangene wurden zu Gayooms Zeit, und auch vor ihm, in Ermangelung von Gefängnissen meistens auf vom Heimatatoll weit entfernte Inseln verbannt. Viele Bewohner der Malediven meinen weiterhin, dass der Fortschritt des Landes großteils den Anstrengungen Gayooms zu verdanken sei.
Gayoom war auch lange Zeit Verteidigungsminister und Finanzminister seines Landes, Positionen die er jedoch mit 1. September 2004 aufgab. Von seinen vier Kindern wurde die älteste Tochter, Dunya Maumoon, als wahrscheinliche Nachfolgerin gesehen.
Am 29. Oktober 2008 wurde in den ersten freien Mehrparteienwahlen der gemäßigte Mohamed Nasheed zum neuen Präsidenten gewählt.
Am 5. Februar 2018 wurde er in Folge eines vom damaligen Präsidenten Abdulla Yameen, Gayooms Halbbruder, ausgerufenen Ausnahmezustandes verhaftet.